# Kristoffer Peterson
Kristoffer Paul Peterson (* 28. November 1994 in Göteborg) ist ein schwedischer Fußballspieler, der aktuell als Stürmer bei Fortuna Sittard unter Vertrag steht.

## Karriere

### Verein
Peterson stammt aus Schweden und kam in Göteborg auf die Welt. Er spielte Fußball bei Sävedalens IF aus Sävedalen, ungefähr 10 Kilometer vom Göteborger Stadtkern entfernt, und war bei diesem Verein bis 2011 aktiv. Dann ging Peterson nach England in die Jugendakademie des FC Liverpool und kam sowohl für die U18-Mannschaft als auch für das Reserveteam zum Einsatz. Da der Schwede keine Spielpraxis in der Profimannschaft erhielt, verliehen die „Reds“ ihn Ende November 2013 an den Drittligisten Tranmere Rovers. Er erkämpfte sich einen Stammplatz im Mittelfeld und kam sowohl in der Liga als auch im FA Cup zum Einsatz, doch nur kurze Zeit später wurde der Leihvertrag wieder aufgelöst. In der Folge spielte Peterson wieder in der Reserve der Liverpooler.
Ende August 2014 beendete Peterson seine Zeit in England endgültig und wechselte in die Niederlande zum FC Utrecht. Er wurde als linker Außenstürmer Stammspieler, bis er einen Kieferbruch erlitt. Insgesamt kam Peterson in seinem ersten vollen Jahr im Profifußball zu 20 Einsätzen und schoss zwei Tore, wobei er auch genauso viele Vorlagen gab. Der FC Utrecht hatte lange Zeit Tuchfühlung auf einen Platz um die ligainterne Play-off-Teilnahme für das internationale Geschäft, doch letztlich belegten sie den elften Platz. In der Hinrunde der darauffolgenden Spielzeit verlor er seinen Stammplatz und war bei seinen wenigen Einsätzen oftmals nur Einwechselspieler. Aus diesem Grunde schloss er sich als Leihspieler Roda JC Kerkrade an. In dem rund 40.000 Einwohner zählenden Ort an der deutschen Grenze kam Peterson regelmäßiger zum Einsatz, wobei er auch nicht immer zur Startelf gehörte. Roda JC Kerkrade geriet in Abstiegsgefahr, konnte aber noch den Klassenerhalt sicherstellen. Da der Leihvertrag auslief, kehrte Peterson wieder zum FC Utrecht zurück. Allerdings blieb dem Rückkehrer ein Stammplatz verwehrt, weshalb er im Wintertransferfenster der Saison 2016/17 endgültig seine Zelte beim Verein abbrach.
Der neue Verein wurde Heracles Almelo. In der rund 70.000 Einwohner zählenden Mittelstadt in der Region Twente, rund 40 Kilometer von der deutschen Grenze gelegen, fand er zu alter Stärke zurück und eroberte sich einen Platz in der Stammelf, dabei kam er als linker Außenstürmer zum Einsatz. Heracles Almelo pendelte im Mittelfeld und belegte zum Saisonende den zehnten Platz. Peterson behauptete sich weiterhin in der Stammelf und trug in der Saison 2017/18 mit sieben Toren und vier Vorlagen zum erneuten zehnten Platz bei. Eine Saison später belegte Heracles Almelo auch dank zwölf Treffern des Schweden den siebten Platz und qualifizierte sich somit für die ligainternen Play-offs um die Teilnahme am internationalen Geschäft. Dort schied der Verein gegen den FC Utrecht, dem ehemaligen Verein von Peterson, aus. Dies markierte das Ende seiner Zeit in Almelo, denn er wechselte schließlich im Sommer 2019 wieder ins Vereinigte Königreich, nun zum walisischen Verein Swansea City aus der Championship, der zweiten englischen Liga. Dort konnte sich Peterson aber nicht behaupten, weshalb er im Wintertransferfenster der Saison 2019/20 auf Leihbasis wieder in die Niederlande ging und wieder für den FC Utrecht spielte. Wieder im Verein angekommen, erkämpfte er sich einen Stammplatz, allerdings wurde die Spielzeit aufgrund der COVID-19-Pandemie abgebrochen. Der Leihvertrag von Peterson bei den Utrechtern lief aus, woraufhin er zu Swansea zurückkehren musste.
Im Oktober 2020 zog es Peterson in die zweite deutsche Bundesliga, wo er sich dem Bundesliga-Absteiger Fortuna Düsseldorf anschloss. In der nordrhein-westfälischen Landeshauptstadt am Rhein kam in seiner ersten Saison im deutschen Unterhaus regelmäßig zum Einsatz und stand auch oft in der Anfangsformation. Waren die Fortunen zunächst noch im Abstiegskampf verwickelt, kletterten sie in der Folgezeit immer mehr nach oben und belegten den fünften Platz. Dabei schoss Peterson sieben Tore und gab vier Vorlagen. Auch in seinem zweiten Jahr in Düsseldorf spielte er regelmäßig, wobei er auch dieses Mal nicht immer in der Anfangself stand. Fortuna Düsseldorf stand in dieser Spielzeit über weite Strecken in der Mitte der Tabelle und belegte schließlich den zehnten Tabellenplatz. Dabei kam Peterson zu lediglich vier Torbeteiligungen. An seiner sportlichen Situation änderte sich auch in seiner dritten Saison in der Rheinmetropole wenig und er war mal Einwechselspieler, mal stand er in der Startelf. Auch dank sechs Torbeteiligungen von Peterson bewegte sich Fortuna Düsseldorf mehr oder weniger im oberen Tabellendrittel und wurde letztendlich Tabellenvierter. Schließlich verabschiedete sich Peterson aus Düsseldorf. 
Im Sommer 2023 wechselte er nach Israel und schloss sich Hapoel Be’er Scheva in der ersten israelischen Liga an. Dort blieb er nur ein halbes Jahr und nach nur wenigen Monaten kehrte Peterson wieder in die Niederlande zurück, wo er sich Fortuna Sittard anschloss.

### Nationalmannschaft
Peterson gab sein Debüt für die schwedische A-Mannschaft, nachdem er einige Jahre vorher schon für die U21 tätig war, am 16. Oktober 2018 gegen die Slowakei beim 1:1.